# Daniele Faggiano

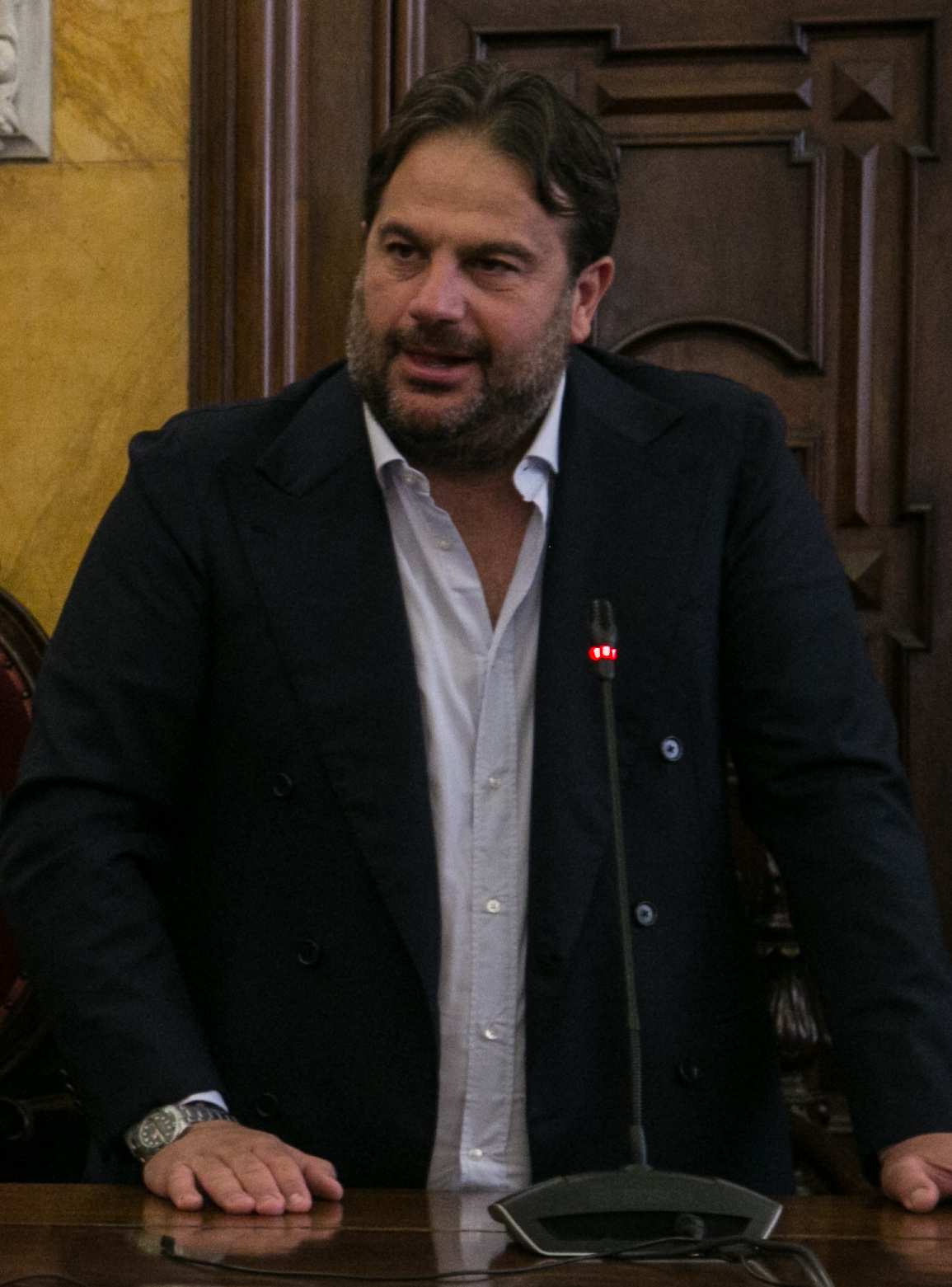
Daniele Faggiano nel 2018

Daniele Faggiano (Copertino, 10 gennaio 1978) è un dirigente sportivo italiano, direttore sportivo della Salernitana.

## Carriera

### Inizi
Dopo una breve esperienza come portiere, già a 25 anni inizia la carriera di dirigente sportivo nei dilettanti, nel Ars et Labor Grottaglie, Manduria e poi al Brindisi. La prima società professionistica di cui è DS è in Serie C2, il Noicattaro.

### Bari e Siena
Dopo l'esperienza a Noicattaro è chiamato da Giorgio Perinetti al Bari, divenendo capo degli osservatori in Serie B.
Nel 2010 segue Giorgio Perinetti al Siena, sempre in B, poi promosso in Serie A. Perinetti stesso, responsabile dell'area tecnica, lo promuove nell'ottobre 2011 direttore sportivo. A fine campionato, come Giorgio Perinetti, lascia Siena e viene squalificato per quattro mesi per omessa denuncia nella vicenda del calcio scommesse, fino a dicembre 2012.

### Trapani
Nel mese di ottobre sempre dell'anno 2012, intanto, viene chiamato dal Trapani Calcio, allora club di Lega Pro Prima Divisione, come direttore sportivo. La società, a fine campionato 2012-2013, conquista la promozione in B, dove disputa le sue prime tre stagioni in assoluto, e, in quella 2015-2016, conclude al terzo posto, perdendo la finale dei play-off contro il Pescara per l'accesso diretto alla Serie A 2016-2017.
Alla fine della stagione, dopo i play-off, Faggiano viene contattato dal Bari e dall'Ascoli, ma lui rifiuta: successivamente, l'11 giugno 2016, il presidente del Trapani Vittorio Morace gli rinnova il contratto.

### Palermo
Il 22 luglio 2016 ufficializza le dimissioni dalla società granata per sostituire Rino Foschi come direttore sportivo del Palermo in Serie A.
Il 1º dicembre 2016, all'indomani dell'esonero dell'allenatore Roberto De Zerbi, presenta le dimissioni da direttore sportivo della società rosanero, per incomprensioni col presidente Maurizio Zamparini, riguardanti la scelta del nuovo allenatore e le decisioni sul mercato.

### Parma
Cinque giorni dopo la separazione dal Palermo, viene ingaggiato, con il medesimo incarico, dal Parma, squadra militante in Lega Pro, poi promossa in Serie B al termine della stagione, dopo aver vinto i play-off. L’anno dopo, confermato al Parma, ottiene, all'ultima giornata di campionato, il secondo posto e quindi la promozione in Serie A, che al club parmigiano mancava da 3 anni dopo un fallimento e 3 promozioni consecutive: risultato storico, mai nessuno aveva ottenuto 3 promozioni di fila nei campionati nazionali organizzati sotto l'egida della FIGC. Anche in Serie A resta alla guida tecnica dei ducali e viene considerato uno dei migliori direttori sportivi della categoria, conquistando un 14º e un 11º posto.

### Genoa
Dopo avere rescisso il proprio contratto con il Parma, l'8 agosto 2020 diventa il nuovo DS del Genoa. Il 28 novembre 2020, viene sollevato dall'incarico dalla società rossoblu.

### Sampdoria
Il 26 luglio 2021 viene ingaggiato come nuovo direttore sportivo dalla Sampdoria.

### Catania
Il 31 maggio 2024 viene ingaggiato dal Catania, società militante in Serie C, come ds. La sua avventura alle pendici dell'Etna si conclude dopo solo un anno.

### Salernitana
Il 30 giugno 2025 viene nominato nuovo direttore sportivo della Salernitana, neoretrocessa in Serie C.